# Ҵ
Ҵ (minuskule ҵ) je písmeno cyrilice. Jedná se o ligaturu složenou z písmen Ц a Т. Vyskytuje se pouze v abcházštině.